# Almont (Dakota du Nord)
Pour les articles homonymes, voir Almont (homonymie).
La ville d’Almont est située dans le comté de Morton, dans l’État du Dakota du Nord, aux États-Unis. Lors du recensement de 2010, sa population s’élevait à 122 habitants.

## Histoire
Almont a été fondée en 1906.

## Démographie
| 1940 | 1950 | 1960 | 1970 | 1980 | 1990 |
| ---- | ---- | ---- | ---- | ---- | ---- |
| 232  | 190  | 190  | 109  | 146  | 117  |

| 2000 | 2010 | - | - | - | - |
| ---- | ---- | - | - | - | - |
| 89   | 122  | - | - | - | - |

## Source
- (en) Cet article est partiellement ou en totalité issu de l’article de Wikipédia en anglais intitulé « Almont, North Dakota » (voir la liste des auteurs).

1. ↑  (en) « Statistiques des États-Unis - Dakota du nord - Profils des comtés de 2010 » (consulté en juin 2021)